# Verwaltung der Stadtgemeinde Vilnius
Die  Verwaltung der Stadtgemeinde Vilnius (lit. Vilniaus miesto savivaldybės administracija, VMSA) ist die größte litauische kommunale Anstalt, die den Rat der Stadtgemeinde Vilnius (Vilniaus miesto savivaldybės taryba) bedient.
Sie hilft dem Stadtrat seine Funktionen auszuüben unterstützt bei seinen Aktivitäten. Die Verwaltung hat 1.114 Mitarbeiter (Stand: Juni 2016).
Das Gebäude ist ein Hochhaus im Konstitucijos prospektas in Šnipiškės.

## Leitung
Verwaltungsdirektor
- 2003: Valdas Klimantavičius (* 1963)
- 2007–2009: Gintautas Paluckas
- 2009: Jonas Urbanavičius (kommissarisch)
- 2009: Vytautas Milėnas
- 2011–2015: Valdas Klimantavičius (* 1963)
- 2015–2017: Alma Vaitkunskienė
- 2017–2021: Povilas Poderskis
- 2021–2023: Lina Koriznienė
- Seit April 2023: Adomas Bužinskas

Stellvertretende Verwaltungsdirektoren
- bis 2015:  Danuta Narbut,  Jonas Urbanavičius und 	 Ritas Vaiginas
- ab 2015:  Vilma Šilalienė (bis 2017),  Arvydas Darulis und 	 Vylūnė Urbonienė

## Quelle
1. ↑  Mitarbeiterstatistik